# Daniele Carnini
Daniele Carnini (Roma, 1974) è un compositore e musicologo italiano.

## Biografia
Ha studiato Composizione al Conservatorio di Roma con Ivan Vandor e all’Accademia Nazionale di Santa Cecilia con Azio Corghi. Si è anche diplomato in Direzione d’orchestra. Parallelamente si è laureato all’Università “Sapienza” di Roma con Pierluigi Petrobelli e ha conseguito un dottorato di ricerca in Musicologia all’Università di Pavia sotto la guida di Fabrizio Della Seta. Da ragazzo ha lavorato come doppiatore e il suo lavoro più importante è il ruolo di Wesley Crusher (interpretato da Wil Wheaton) in Star Trek: The Next Generation.
Ha scritto numerose composizioni strumentali e quattro opere in un atto: La stanza di Lena (2013, libretto di Renata M. Molinari), Un eroe (2015, libretto della medesima), La Filarmonica (2018, scritto con Sandro Cappelletto) e Un'infinita primavera attendo (2016, libretto di Sandro Cappelletto), ispirata alla vicenda politica e biografica di Aldo Moro.
Al 2013 risale il premio “Nino Carloni” come compositore emergente.
Come musicologo, dal 2012 lavora alla Fondazione G. Rossini di Pesaro di cui è direttore editoriale e membro del Comitato scientifico. È autore di varie pubblicazioni relative al primo Ottocento e al teatro in musica. Ha curato le edizioni critiche di Aureliano in Palmira con Will Crutchfield e di Demetrio e Polibio.